# Борово (Конінський повіт)
Борово (пол. Borowo) — село в Польщі, у гміні Кшимув Конінського повіту Великопольського воєводства.
Населення — 422 особи (2011).
У 1975-1998 роках село належало до Конінського воєводства.

## Демографія
Демографічна структура станом на 31 березня 2011 року:
|          | Загалом | Допрацездатний вік | Працездатний вік | Постпрацездатний вік |
| -------- | ------- | ------------------ | ---------------- | -------------------- |
| Чоловіки | 214     | 60                 | 134              | 20                   |
| Жінки    | 208     | 53                 | 125              | 30                   |
| Разом    | 422     | 113                | 259              | 50                   |